# III. třída okresu Šumperk
III. třída okresu Šumperk je devátá nejvyšší fotbalová soutěž v Česku, v šumperském okrese. Hraje se každý rok od léta do jara se zimní přestávkou. Na konci ročníku nejlepší dva týmy postupují do II. třídy okresu Šumperk a dva nejhorší týmy sestoupí do IV. třídy okresu Šumperk (jeden do skupiny A a jeden do skupiny B).

## Vítězové

### III. třída okresu Šumperk skupina A
| Ročník    | Vítězný tým           |
| --------- | --------------------- |
| 2003/2004 | TJ Jiskra Rapotín     |
| 2004/2005 | FK Bohutín            |
| 2005/2006 | SK Bludov „B“         |
| 2006/2007 | TJ Tatran Písařov     |
| 2007/2008 | TJ Sokol Bratrušov    |
| 2008/2009 | F.R.C. Zábřeh         |
| 2009/2010 | TJ Sokol Hrabišín „B“ |
| 2010/2011 | ŽD Kamenná            |
| 2011/2012 | FC Rovensko           |
| 2012/2013 | TJ Sokol Leština „B“  |
| 2013/2014 | TJ Sokol Bratrušov    |
| 2014/2015 | TJ Sokol Lesnice „B“  |
| 2015/2016 | Sokol Brníčko         |
| 2016/2017 | TJ Libina „B“         |
| 2017/2018 | FK Mohelnice „B“      |
| 2018/2019 |                       |

### III. třída okresu Šumperk skupina B
| Ročník    | Vítězný tým           |
| --------- | --------------------- |
| 2003/2004 | F.R.C. Zábřeh         |
| 2004/2005 | FC Juventus Mohelnice |
| 2005/2006 | FK Úsov               |
| 2006/2007 | TJ Tatran Písařov     |
| 2007/2008 | TJ SK Zvole           |
| 2008/2009 | Celtic Libivá         |
| 2009/2010 | TJ Maletín            |
| 2010/2011 | TJ Tatran Moravičany  |
| 2011/2012 | TJ Sokol Třeština     |
| 2012/2013 | TJ Sokol Třeština     |
| 2013/2014 | Celtic Libivá         |
| 2014/2015 | TJ Tatran Moravičany  |
| 2015/2016 | FC Dubicko „B“        |
| 2016/2017 | Soutěž se nehrála.    |
| 2017/2018 | Soutěž se nehrála.    |
| 2018/2019 |                       |